# معركة بوكراع
معركة بوكراع هي مواجهة عسكرية وقعت في يومي 5 و6 نوفمبر عام 1979 أثناء حرب الصحراء الغربية حين هاجمت قوات جبهة البوليساريو بلدة بوكراع، وهي بلدة تعدين الفوسفات تقع في منطقة الصحراء الغربية المتنازع عليها. نجح الجيش المغربي في النهاية في صد مهاجمي جبهة البوليساريو.

## الخلفية التاريخية
كان الهدف من الهجوم الذي شنته قوات جبهة البوليساريو على بلدة بوكراع هو تعليق عمليات التنقيب عن الفوسفات، وبالتالي توجيه ضربة للاقتصاد المغربي.
كانت حكومة المغرب تقوم بتطوير مناجم الفوسفات في ذلك الوقت بهدف دمج ولايات الصحراء الغربية في الاقتصاد المغربي. وكان إنتاج مناجم الفوسفات يُنقل عن طريق أطول خط نقل في العالم (والذي يبلغ طوله 96 كم) إلى ميناء مدينة العيون.

## المعركة
في يوم 5 نوفمبر عام 1979، وفي عشية الذكرى الرابعة للمسيرة الخضراء، هاجم عدة مئات من مقاتلي جبهة البوليساريو بلدة بوكراع حيث يقع مخزون الفوسفات الرئيسي في الصحراء الغربية، وقام الانفصاليون بتدمير محطتين لنقل الفوسفات هما المحطتان 2 و3 من خط النقل الذي يربط مناجم بلدة بوكراع بساحل المحيط الأطلسي. ولكن سرعان ما تدخل فوج المشاة الآلي الرابع التابع للجيش الملكي المغربي وتمكن من صد المهاجمين البوليساريين الذين وجدوا أنفسهم محاطين بالمغاربة.
وبحسب ما ذكرته وكالة رويترز التي نقلت عن صحفيين زاروا الموقع، فقد غرق حوالي 600 من مقاتلي البوليساريو أثناء محاولتهم عبور النهر للفرار، بعد أن حولت الأمطار الغزيرة في الصحراء الشهر الماضي قاع هذا النهر الجاف عادة إلى فيضان موحل حيث كانت السيارات عالقة وهي تحاول الهروب من قوات الجيش المغربي، وبالتالي فإن العملية كانت فاشلة ول تحقق أهداف جبهة البوليساريو.

## التداعيات
في خطاب ألقاه الملك المغربي الحسن الثاني في 6 نوفمبر عام 1989 بمناسبة الذكرى الرابعة للمسيرة الخضراء، ذكر الملك هذا الهجوم وقدم تقييماً للقتال، موضحاً أن 150 مقاتلًا من جبهة البوليساريو قُتلوا خلال الهجوم، كما أسر الجيش المغربي نحو 10 بوليساريين، بينما أعلن الصحفيون أنهم شاهدوا كميات كبيرة من الأسلحة السوفيتية مأخوذة كغنائم حرب من مقاتلي البوليساريو. وعلى الجانب الآخر، كانت الخسائر المغربية تُقدر بحوالي ستين قتيلاً، ولأول مرة في تاريخ الحرب بين البلدين، تمكن المغاربة من عرض صور لقتلى من مقاتلي جبهة البوليساريو المطالبين بالاستقلال حيث لم يتمكن الصحراويون من نقل جثث القتلى من جانبهم.
كانت هذه المعركة على الرغم من كل شيء ذات أهمية تاريخية كبيرة لأنها الزناد الذي دفع الجيش المغربي إلى إعادة النظر في استراتيجيته من أجل حماية ما كان يُسمى بالصحراء النافعة، ولا سيما مدن ومناجم بلدة بوكراع الكبيرة. وتوضح بعض المصادر المغربية أن مهندسي مكتب الفوسفات الشريف وضباط فوج المشاة الآلي الرابع هم من صمموا وتخيلوا الجدار وليس أحمد الدليمي أو عبد العزيز بناني.